# 분천역
분천역(Buncheon station, 汾川驛)은 경상북도 봉화군 소천면에 위치한 영동선의 철도역이다.
동해역, 부전역, 동대구역, 영주역 등으로 가는 무궁화호 열차가 1일 8회, 동해산타열차가 1일 2회, 백두대간협곡열차가 1일 4회 운행하며 산타마을이 위치해 있다.

## 역명 유래
여우천에서 내려오는 냇물이 갈라져 낙동강으로 흐른다 하여 부내, 분천이라고 한데서 비롯되었다.

## 연혁
- 1956년 1월 1일 : 보통역으로 영업 개시[2]
- 1957년 3월 3일 : 역사 신축 준공
- 1994년 1월 1일 : 소화물 취급 중지[3]
- 1997년 3월 1일 : 승강장 설비 개량
- 1997년 9월 10일 : 시설관리반 신축 준공
- 2008년 11월 1일 : 화물 취급 중지[4]
- 2013년 4월 12일 : 백두대간협곡열차, 중부내륙순환열차 운행 개시
- 2013년 5월 23일 : 스위스 마테호른 고트하르트 반 체르마트 역과 자매결연을 체결
- 2020년 8월 3일 : 중부내륙순환열차 운행 중지
- 2020년 8월 19일 : 동해산타열차 운행 개시
- 2021년 12월 31일 : 경북나드리열차 운행 종료

### 승강장
| ↑양원    |
| 3 2 \| 1 |
| 현동↓    |

| 1 | 영동선        | 백두대간협곡열차             | 철암▪영주방면                  |
| 2 | 영동선 중앙선 | 무궁화호 누리로 동해산타열차 | 강릉▪동해▪영주▪동대구▪부전방면 |
| 3 | 영동선 중앙선 | 무궁화호 누리로 동해산타열차 | 강릉▪동해▪영주▪동대구▪부전방면 |

## 승차량 변동
2013년 4월 12일 영동선에 백두대간협곡열차 운행이 개시된 이후로 관광객이 급증하여 승차량이 크게 증가하였다.
| 연도와 승하차 | 연도와 승하차 | 이용 인원 | 이용 인원 | 이용 인원 |
| 연도와 승하차 | 연도와 승하차 | 새마을    | 무궁화    | 총계      |
| ------------- | ------------- | --------- | --------- | --------- |
| 2010년        | 승차          | 0         | 5,673     | 5,673     |
| 2010년        | 하차          | 0         | 4,722     | 4,722     |
| 2011년        | 승차          | 0         | 6,309     | 6,309     |
| 2011년        | 하차          | 0         | 5,310     | 5,310     |
| 2012년        | 승차          | 0         | 6,480     | 6,480     |
| 2012년        | 하차          | 0         | 6,105     | 6,105     |
| 2013년        | 승차          | 102,601   | 22,064    | 124,665   |
| 2013년        | 하차          | 98,018    | 21,143    | 119,161   |
| 2014년        | 승차          | 99,817    | 35,452    | 135,269   |
| 2014년        | 하차          | 95,807    | 33,194    | 129,001   |
| 2015년        | 승차          | 85,066    | 44,642    | 129,708   |
| 2015년        | 하차          | 84,831    | 41,156    | 125,987   |
| 2016년        | 승차          | 64,955    | 35,851    | 100,806   |
| 2016년        | 하차          | 62,923    | 32,751    | 95,674    |
| 2017년        | 승차          | 76,279    | 38,702    | 114,981   |
| 2017년        | 하차          | 68,550    | 34,560    | 103,110   |
| 2018년        | 승차          | 50,245    | 33,594    | 83,839    |
| 2018년        | 하차          | 43,512    | 38,364    | 81,876    |

## 인접한 역
| 영동선                | 영동선           | 영동선         |
| --------------------- | ---------------- | -------------- |
| 현동 영주 방면        | 무궁화호 영동선  | 양원 동해 방면 |
| 현동 부전▪동대구 방면 | 무궁화호 영동선  | 양원 동해 방면 |
| 춘양 영주 방면        | 백두대간협곡열차 | 양원 철암 방면 |
| 시·종착역             | 동해산타열차     | 양원 강릉 방면 |